# Celuloza
Celuloza (lat. cellula: mala ćelija) je u prirodi najrasprostranjeniji ugljikov spoj na Zemlji. To je ugljikohidrat (polisaharid) s velikom relativnom molekularnom masom. Većinom se nalazi u obliku vlakana, koja su vrlo čvrsta, netopljiva u vodi, slabim kiselinama i lužinama, te u organskim otapalima. Celuloza nastaje u prirodi fotosintezom i čini gotovo polovinu tvari od koje su građene stijene stanica u drveću i jednogodišnjim biljkama. Za proizvodnju papira upotrebljava se takozvana tehnička celuloza, koja osim čiste celuloze sadrži manji ili veći udjel hemiceluloze i lignina, te neznatne količine smole, voskova i mineralnih tvari.
Celuloza je bijela vlaknasta tvar bez okusa i mirisa, netopljiva u vodi i organskim otapalima, glavni sastojak staničnih stijenki biljaka. Udio je celuloze u pamuku do 98%, u drvu 40 do 50%, u slami oko 30%. Celuloza je osnovni sastojak mnogih danas nezamjenljivih industrijskih proizvoda: papira, kartona, ljepenke, vate i celuloznih vlakana za tekstilnu industriju, a široku primjenu nalaze i njezini derivati (esteri i eteri) u proizvodnji lakova, eksploziva, ljepila, filmskih vrpci, celuloida i drugog. Celuloza je polisaharid s bruto jednadžbom (C6H10O5)n, pri čemu je n stupanj polimerizacije, koji za pamuk približno iznosi 7 000, a za jelovo drvo 2 500. Lančane molekule celuloze građene su od glikozidički povezanih molekula glukoze, a obradom kiselinama celuloza se hidrolitički razgrađuje. Kemijskom reakcijom dušične i sumporne kiseline s celulozom nastaje celulozni nitrat ((poznat i pod nazivom nitroceluloza)), a djelovanjem anhidrida octene kiseline acetilceluloza. Mnoge životinje probavljaju celulozu s pomoću enzima celulaze i hemicelulaze. U crijevima sisavaca celuloza se razgrađuje djelovanjem enzima bakterijske crijevne flore i raznih praživotinja. Preživači i konji probave 30 do 75% celuloze, a mesožderne je životinje uopće ne mogu probaviti, kao ni čovjek, jer nema enzima potrebnih za njezinu razgradnju. Celuloze ima najviše u voću i povrću i vrlo je važan udio prehrane.

## Dobivanje
Celuloza se proizvodi izolacijom (izdvajanjem) iz crnogoričnoga (smreka, jela, bor) i bjelogoričnoga drva (topola, bukva, breza) i drugih vlaknastih sirovina (pamuk, lan, konoplja, juta, slama) u obliku staničevine, vlaknaste tvari koja može sadržavati i do 99% celuloze. Obradom mehanički usitnjene i očišćene sirovine kemikalijama na povišenoj temperaturi uklanjaju se lignin, smola i nepoželjni prirodni polisaharidi (hemiceluloza). Način i stupanj uklanjanja primjesa određuju udio celuloze u proizvodu, a ovise o njegovoj namjeni i upotrebi. Najviše se primjenjuje sulfatni postupak (dobiva se sulfatna celuloza u obliku dugih i čvrstih vlakana), u kojem se celulozna masa nakon iskuhavanja (5 sati na 100 do 180 °C) s natrijevim hidroksidom i natrijevim sulfidom odvaja od preostaloga luga, čisti, pere i po potrebi izbjeljuje. Lug se regenerira isparavanjem, dodavanjem natrijeva sulfata radi nadoknade potrošenog natrija, spaljivanjem i kaustificiranjem. Sličan je i natronski (soda) postupak, u kojem je aktivna alkalija natrijev hidroksid, a lug se regenerira natrijevim karbonatom. Zbog manje obojenosti proizvoda prije bijeljenja, prije se više primjenjivao sulfitni postupak, u kojem se za iskuhavanje sirovine upotrebljavala sumporasta kiselina i kalcijev hidrogensulfit. U tom se postupku lug nije regenerirao, a njegovo je sekundarno iskorištavanje bilo ograničeno. Djelomična regeneracija luga moguća je upotrebom magnezijeva hidrogensulfita, što je u ekološkom smislu mnogo povoljnije.

## Proizvodi
Celuloza je osnovni sastojak mnogih danas nezamjenjivih industrijskih proizvoda: papira, maramica (na primjer salvete džepne, WC, kuhinjske, i tako dalje), kartona, ljepenke, vate (najčešće to bude pamučna) i celuloznih vlakana za tekstilnu industriju. Široku primjenu nalaze i njezini derivati (esteri i eteri) u proizvodnji lakova, eksploziva, ljepila, filmova, celuloida, sintetske vate i tkanine i drugog.

### Djelovanje kiselina na celulozu
Kratkotrajnim djelovanjem sumporne kiseline celuloza prelazi u nabubrenu koloidnu modifikaciju amiloid, koji se upotrebljava za proizvodnju pergamentnoga papira.
Djelovanjem (reakcijom) dušične kiseline u smjesi sa sumpornom kiselinom, prelazi u nitrocelulozu, sirovinu u proizvodnji bezdimnoga baruta (celuloznog nitrata), celuloida, viskoze i celofana.
S anhidridom octene kiseline celuloza prelazi u acetate (takozvana acetilceluloza), koji se upotrebljavaju za proizvodnju plastike i umjetnih vlakana (acetatne svile).

## Proizvodnja i dobivanje u Hrvatskoj
U Hrvatskoj je proizvodnja celuloze započela u Zagrebačkoj tvornici papira. Suočena s teškoćama u nabavi sirovina, tvornica je 1929. – 1934. provela rekonstrukciju i modernizaciju i pritom izgradila pogon za proizvodnju sulfitne celuloze godišnjega kapaciteta 5 400 tona, koji se ubrzo povećao na 8 400 tona. Zbog neekonomičnosti proizvodnja je obustavljena 1979.
U Plaškom je od 1965. do 1991. godine radila tvornica sulfatne celuloze (35 000 t/god.), a prerađivala ju je u omotane papire i kartone za valovitu ljepenku.
U okviru tvornice papira u Rijeci proizvodila se 1985. – 1994. godine celuloza od lana i konoplje.
U Belišću je 1961. izgrađena tvornica valovitoga kartona na bazi poluceluloze dobivene neutralnim sulfitnim postupkom. Tvornica danas radi sa smanjenim kapacitetom (50 000 t/god.).